# Casino (televíziós sorozat)
A Casino egy Szurdi Miklós rendező által rendezett magyar televíziós filmsorozat. A produkciót 2010. szeptember 27-én kezdték forgatni, amit a Filmteam gyártott Major István producer vezetésével.
A forgatókönyvet a Família Kft. és az Angyalbőrben rendezője Szurdi Miklós és Moravetz Levente írta.
Olyan színészek alakították a sorozat szereplőit, mint Voith Ági, Szabó Győző, Xantus Barbara, Tűzkő Sándor, Quintus Konrád, Zsurzs Kati, Csuja Imre, Lengyel Tamás, Elek Ferenc, Kálloy Molnár Péter, Sághy Tamás, Trokán Anna, Bordán Lili, Baranyi László Szurdi Balázs és még sokan mások.
Az alacsony nézettség miatt három rész után az RTL levette műsoráról, pontosabban nem rendelt folytatást és helyette a Vészhelyzet sorozat 15. (befejező) évadának folytatását kezdte sugározni.

## Alaptörténet
A sorozatban Voith Ági alakítja az özvegy Mary Pombert, aki azért érkezik haza Amerikából, hogy eladja a kaszinót amit elhunyt férje
hagyott rá. Mostohafia, Steven már talált egy vevőt rámenős gazember személyében (Elek Ferenc), persze mindezt az asszony háta mögött. Mary időközben meggondolja magát a kaszinó eladását illetően.

## Szereplők
- Mary Pomber - Voith Ági
- Szerédy Zoltán – Tűzkő Sándor
- Gergely Panna – Xantus Barbara
- Szél Ottó - Quintus Konrád
- Kölló Emília – Zsurzs Kati
- Steven Asta - Szabó Győző
- Papa - Baranyi László
- French igazgató - Bardóczy Attila
- Mirtill - Bordán Lili
- Réti Alma - Trokán Anna
- Andi, pincérnő - Réti Adrienn
- Ági - Balázs Andrea
- Lulu - Csuja Imre
- Dorka - Dévényi Ildikó
- Hercegh Imre - Elek Ferenc
- Polgárdy - Fenyő Iván
- Semir - Gerner Csaba
- Tamás - Lengyel Tamás
- Kölyök - Telekes Péter
- Fatia Negra - Moravetz Levente
- Kártyajátékos - Szurdi Balázs
- Szigeti - Szurdi Tamás

## Epizódok
| # | Cím                          | Premier           |
| --- | ---------------------------- | ----------------- |
| 1. | Mindenki tett                | 2011. február 15. |
| Az özvegy Mary eladná férjétől örökölt kaszinót. Mostohafai "segítségére" siet, de a nő időközben meggondolja magát... |                              |                   |
| 2. | Pörög a kerék                | 2011. február 22. |
| Szerédy nem vállalja a kaszkadőrmutatvány megismétlését, tanítványának pedig nem sikerül. A kaszinóra Hercegh (Elek Ferenc) továbbra is igényt tart ezért "kezelésbe" is veszi Stevent (Szabó Győző). |                              |                   |
| 3. | Huszonhárom, vörös, páratlan | 2011. március 1.  |
| Az összevert lányról kiderül hogy Steven barátnője aki a kaszinóban dolgozik. Marynek a esze ágában sincs eladni a kaszinót a fenyegetés ellenére sem, sőt bővítené azt: Új profil, új emberek. A terjeszkedéshez egy számmágus grófnő ad tanácsot az asszonynak. Hercegh megbízója azonban nem adja fel... |                              |                   |

## Nézettség
Az első rész 34%-os közönségaránya után a második epizód már 8 százalékpontot veszett, a március 1-jén vetített harmadik rész pedig csak 19,2%-ot ért el. A szerződés szerint az első három rész nézettsége döntött a sorozat őszi 10 részes folytatásáról. Kolosi Péter, az RTL programigazgatójának elmondása szerint "Ugyanezen műsorsávban az amerikai sorozatok harminc százalék fölött hoznak". Emiatt a sorozatot nem folytatták tovább.